# Babiczy (stacja kolejowa)
Babiczy (biał. Бабічы, ros. Бабичи) – stacja kolejowa w miejscowości Babiczy, w rejonie rzeczyckim, w obwodzie homelskim, na Białorusi. Leży na linii Homel – Łuniniec – Żabinka.